# هوخه‌زاند
هوخه‌زاند (به هلندی: Hoogezand) یک منطقهٔ مسکونی در هلند است که در هوخه‌زاند-ساپه‌میر واقع شده‌است. هوخه‌زاند ۲۱٬۴۸۰ نفر جمعیت دارد.